# Balkanski, Razgrad
Balkanski (în bulgară Балкански) este un sat în comuna Razgrad, regiunea Razgrad,  Bulgaria. 

## Demografie
Componența etnică a satului Balkanski
     Bulgari (88,66%)
     Romi (2,42%)
     Turci (1,21%)
     Nicio identificare (7,69%)
La recensământul din 2011, populația satului Balkanski era de 247 locuitori. Din punct de vedere etnic, majoritatea locuitorilor (88,66%) erau bulgari, existând și minorități de romi (2,42%) și turci (1,21%). Pentru 7,69% din locuitori nu este cunoscută apartenența etnică.